# Битва при Мікале
Битва при Мікале відбулася 27 серпня 479 року до н. е. біля мису Мікале, коли об'єднане грецьке військо вщент розгромило перську армію. Битва поклала край
планам персів щодо нападу на Грецію і послабила їхнє володарювання в Іонії.

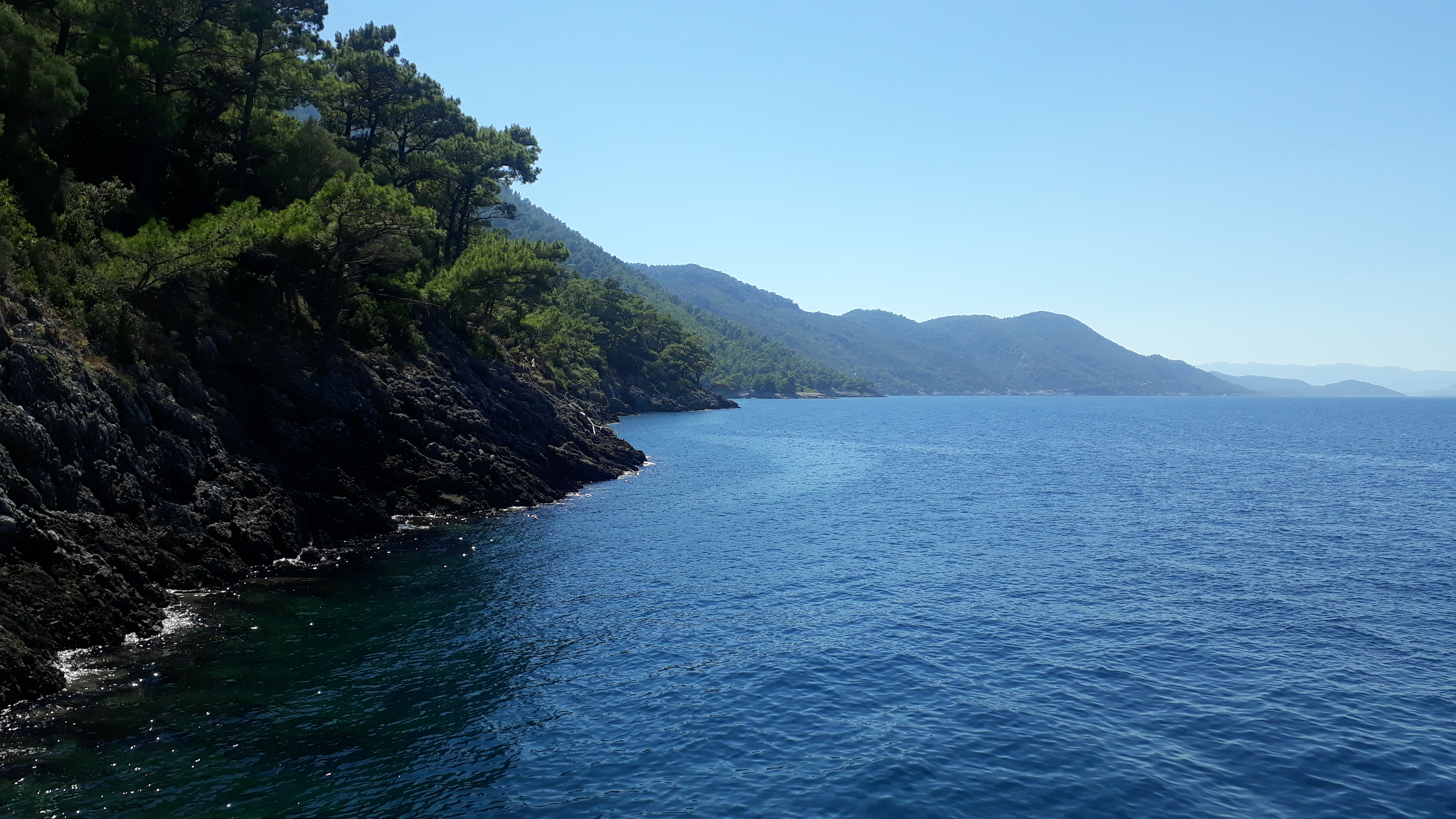
Півострів Мікале

У битві при Мікале перська армія зазнала нищівної поразки. Під керівництвом спартанського царя Леотіхида II і афінянина Ксантіппа було знищено практично все військо супротивника. Цьому сприяв перехід на бік еллінів жителів іонійських міст, які до цього перебували під владою перського царя.
Битва при Мікале стала першою перемогою греків над персами в Азії, а не на своїй території. Битви при Платеях і Мікале ознаменували остаточне знищення зібраної з усієї території імперії Ахеменідів величезної за античним мірками армії. Після цього елліни могли вести вже не оборонні, а наступальні дії.
Загибель армії, яка забезпечувала владу перського царя на території грецьких міст Малої Азії, призвела до їх відпадання від імперії Ахеменідів. Поліси еллінів стали частиною афінського морського союзу. Після серії нищівних поразок перси не могли знову швидко зібрати достатню для продовження війни армію. Наступні після битви роки були ознаменовані послідовними завоюваннями укріплених позицій імперії Ахеменідів на узбережжі Егейського моря.